# Alegeri locale în București, 2024
Alegerile locale din București au avut loc la data de 9 iunie 2024. Acestea au fost câștigate de primarul în funcție Nicușor Dan  (independent) care a fost susținut de Alianța Dreapta Unită (ADU), Reînnoim Proiectul European al României (REPER) precum și de Partidul Verde (PV).

## Context politic
La alegerile din septembrie 2020, primarul în exercițiu de la acea vreme, Gabriela Firea, a pierdut alegerile pentru PGMB. Nicușor Dan candidat independent susținut atunci de o alianță formată între USR PLUS și PNL, a reușit să o devanseze pe Firea și să câștige fotoliul de primar cu 42,81% din voturile exprimate de bucureșteni. De asemenea, alegerile din 2020 au indicat o victorie pentru partidele de dreapta în capitală, Partidul Social Democrat pierzând 4 din cele 6 primării de sector, inclusiv Primăria Generală.
În ceea ce privește alegerile din 2024, în perioada de pre-campanie electorală, lupta pentru Primăria Generală a fost polarizată aproape în totalitate între Nicușor Dan și Cristian Popescu Piedone, în ciuda susținerii inițiale pe care atât PSD cât și PNL au oferit-o medicului Cătălin Cîrstoiu. La data de 22 aprilie 2024, PSD și PNL și-au retras sprijinul pentru Cătălin Cîrstoiu, astfel că acesta și-a retras candidatura iar cele două partide au mers separat cu proprii candidați, Sebastian Burduja din partea PNL și Gabriela Firea din partea PSD. Cu toate acestea, PSD și PNL au mers în continuare în alianță la primăriile de sector.

## Candidați

### Primăria Generală a Municipiului București
| Candidat | Candidat                 | Partid      | Alianță   |
| -------- | ------------------------ | ----------- | --------- |
|          | Nicușor Dan              | Independent | ADU-REPER |
|          | Gabriela Firea           | PSD         | -         |
|          | Sebastian Burduja        | PNL         | -         |
|          | Cristian Popescu Piedone | PUSL        | -         |
|          | Mihai Enache             | AUR         | -         |
|          | Diana Șoșoacă            | S.O.S.      | -         |
|          | Alexandru Pânișoară      | PER         | -         |
|          | Dorin Iacob              | AD          | -         |
|          | Filip Constantin Titian  | Independent | -         |

### Primăria Sectorului 1
| Candidat | Candidat             | Partid      | Alianță |
| -------- | -------------------- | ----------- | ------- |
|          | Clotilde Armand      | USR         | ADU     |
|          | George Tuță          | PNL         | PSD-PNL |
|          | Liviu Negoiță        | PUSL        | -       |
|          | Ramona Bruynseels    | AUR         | -       |
|          | Daniel Tudorache     | Independent | -       |
|          | Iulian Hatmanu       | REPER       | -       |
|          | Florin-Andrei Mircea | AD          | -       |
|          | Florin Ghidănac      | BSR         | -       |
|          | Dan-Niculae Podaru   | PER         | -       |

### Primăria Sectorului 2
| Candidat | Candidat                | Partid | Alianță |
| -------- | ----------------------- | ------ | ------- |
|          | Radu Mihaiu             | USR    | ADU     |
|          | Rareș Hopincă           | PSD    | PSD-PNL |
|          | Andrei-Gabriel Golgoțiu | REPER  | -       |
|          | Iolanda-Luminița Bughiu | S.O.S. | -       |

### Primăria Sectorului 3
| Candidat | Candidat                   | Partid | Alianță |
| -------- | -------------------------- | ------ | ------- |
|          | Robert Negoiță             | PSD    | PSD-PNL |
|          | Lucian Judele              | USR    | ADU     |
|          | Alexandru-Marco Niță       | AUR    | -       |
|          | Vasile Negrilă             | PUSL   | -       |
|          | Ana Ciceală                | REPER  | -       |
|          | Daniel-Paul-Romeo Gheorghe | S.O.S. | -       |

### Primăria Sectorului 4
| Candidat | Candidat               | Partid     | Alianță |
| -------- | ---------------------- | ---------- | ------- |
|          | Daniel Băluță          | PSD        | PSD-PNL |
|          | Paul Ene               | USR        | ADU     |
|          | Cătălin Teniță         | REPER      | -       |
|          | Matei Ștefănescu       | AUR        | -       |
|          | Luana Târziu           | S.O.S.     | -       |
|          | Simion-Dan Călina      | PRM        | -       |
|          | Mariana-Daniela Manole | D.R.E.P.T. | -       |

### Primăria Sectorului 5
| Candidat | Candidat               | Partid      | Alianță |
| -------- | ---------------------- | ----------- | ------- |
|          | Vlad Popescu Piedone   | PUSL        | -       |
|          | Adrian Vigheciu        | PSD         | PSD-PNL |
|          | Alexandru Dimitriu     | USR         | ADU     |
|          | Lidia Vadim Tudor      | AUR         | -       |
|          | Marian Vanghelie       | Independent | -       |
|          | Michael-Dan Ujeuca     | PSDU        | -       |
|          | Mario-Rafael Ilie      | MRS         | -       |
|          | Ștefănel Marin         | S.O.S.      | -       |
|          | Savel-Adrian Albu      | REPER       | -       |
|          | Constantin-Mirel State | PRM         | -       |

### Primăria Sectorului 6
| Candidat | Candidat                     | Partid      | Alianță |
| -------- | ---------------------------- | ----------- | ------- |
|          | Ciprian Ciucu                | PNL         | PSD-PNL |
|          | Mihaela Ștefan               | USR         | ADU     |
|          | Bogdan Pintileasa            | PUSL        | -       |
|          | Monica Iagăr                 | AUR         | -       |
|          | Daniel Tulugea               | S.O.S.      | -       |
|          | Valentin Florea              | Independent | -       |
|          | Cristina-Anne Marie Bordianu | REPER       | -       |
|          | Alexandru-Valeriu Gădiuță    | D.R.E.P.T.  | -       |
|          | Constantin Oprea             | PRM         | -       |
|          | Valentin Licxandru           | AD          | -       |

## Sondaje

### Primăria Municipiului București
| Sursă              | Dată                 | Dan | Cîrstoiu                                                                                               | Cîrstoiu                                                                                               | Firea                                                                                                  | Voiculescu                                                                                             | Ciucu                                                                                                  | Burduja                                                                                                | Băsescu                                                                                                | Târziu                                                                                                 | Enache                                                                                                 | Șoșoacă                                                                                                | Piedone                                                                                                | Alții                                                                                                  | Avans                                                                                                  |      |       |     |       |
| ------------------ | -------------------- | --- | --- | --- | --- | --- | --- | --- | --- | --- | --- | --- | --- | --- | --- | ---- | ----- | --- | ----- |
| Sursă              | Dată                 | Exit-Poll                                                                                              | 9 iunie 2024                                                                                           | 45.0%                                                                                                  | N/A | N/A | 24.0%                                                                                                  | N/A | N/A | 10.0%                                                                                                  | N/A | N/A | 4.0%                                                                                                   | Alții                                                                                                  | Avans                                                                                                  | 3.0% | 13.0% | N/A | 21.0% |
| AtlasIntel         | iunie 2024           | 44.0%                                                                                                  | N/A | N/A | 21.1%                                                                                                  | N/A | N/A | 7.6%                                                                                                   | N/A | N/A | N/A | N/A | 15.0%                                                                                                  | 12.3%                                                                                                  | 22.9%                                                                                                  |      |       |     |       |
| Avangarde          | 29 mai–2 iunie 2024  | 28,6%                                                                                                  | N/A | N/A | 26,5%                                                                                                  | N/A | N/A | 13,8%                                                                                                  | N/A | N/A | 7,4%                                                                                                   | 5,3%                                                                                                   | 15,2%                                                                                                  | 3.2%                                                                                                   | 2,1%                                                                                                   |      |       |     |       |
| IRSOP              | 27–31 mai 2024       | 43.0%                                                                                                  | N/A | N/A | 18.0%                                                                                                  | N/A | N/A | 4.0%                                                                                                   | N/A | N/A | N/A | N/A | 23.0%                                                                                                  | 12.0%                                                                                                  | 20.0%                                                                                                  |      |       |     |       |
| IPSOS              | 8–12 mai 2024        | 43.0%                                                                                                  | N/A | N/A | 19.1%                                                                                                  | N/A | N/A | 5.7%                                                                                                   | N/A | N/A | 1.9%                                                                                                   | 2.6%                                                                                                   | 27.6%                                                                                                  | N/A | 15.4%                                                                                                  |      |       |     |       |
| ARA                | mai 2024             | 35.0%                                                                                                  | N/A | N/A | 29.0%                                                                                                  | N/A | N/A | 12.0%                                                                                                  | N/A | N/A | 3.0%                                                                                                   | N/A | 20.0%                                                                                                  | 1.0%                                                                                                   | 6.0%                                                                                                   |      |       |     |       |
| Sociopol           | 7–10 mai 2024        | 37.0%                                                                                                  | N/A | N/A | 23.0%                                                                                                  | N/A | N/A | 16.0%                                                                                                  | N/A | N/A | 5.0%                                                                                                   | N/A | 18.0%                                                                                                  | 1.0%                                                                                                   | 14.0%                                                                                                  |      |       |     |       |
| Sociopol           | 7–10 mai 2024        | 37.0%                                                                                                  | N/A | N/A | 23.0%                                                                                                  | N/A | N/A | 16.0%                                                                                                  | N/A | N/A | 5.0%                                                                                                   | N/A | 18.0%                                                                                                  | 1.0%                                                                                                   | 14.0%                                                                                                  |      |       |     |       |
| INSCOP             | 23–27 aprilie 2024   | 38.5%                                                                                                  | N/A | N/A | 21.4%                                                                                                  | N/A | N/A | 10.1%                                                                                                  | N/A | N/A | 2.4%                                                                                                   | N/A | 27.4%                                                                                                  | 10.3%                                                                                                  | 11.1%                                                                                                  |      |       |     |       |
| Avangarde          | 24–27 aprilie 2024   | 31% | N/A | N/A | 24% | N/A | N/A | 15% | N/A | N/A | 7% | N/A | 20% | 0.4%                                                                                                   | 7% |      |       |     |       |
| ARA                | aprilie 2024         | 37% | N/A | N/A | 23% | N/A | N/A | 9% | N/A | N/A | 3% | N/A | 28% | 0.4%                                                                                                   | 14% |      |       |     |       |
|                    | 22 aprilie 2024      | PSD și PNL decid să renunțe la susținerea a lui Cătălin Cîrstoiu pentru a merge cu candidați separați. | PSD și PNL decid să renunțe la susținerea a lui Cătălin Cîrstoiu pentru a merge cu candidați separați. | PSD și PNL decid să renunțe la susținerea a lui Cătălin Cîrstoiu pentru a merge cu candidați separați. | PSD și PNL decid să renunțe la susținerea a lui Cătălin Cîrstoiu pentru a merge cu candidați separați. | PSD și PNL decid să renunțe la susținerea a lui Cătălin Cîrstoiu pentru a merge cu candidați separați. | PSD și PNL decid să renunțe la susținerea a lui Cătălin Cîrstoiu pentru a merge cu candidați separați. | PSD și PNL decid să renunțe la susținerea a lui Cătălin Cîrstoiu pentru a merge cu candidați separați. | PSD și PNL decid să renunțe la susținerea a lui Cătălin Cîrstoiu pentru a merge cu candidați separați. | PSD și PNL decid să renunțe la susținerea a lui Cătălin Cîrstoiu pentru a merge cu candidați separați. | PSD și PNL decid să renunțe la susținerea a lui Cătălin Cîrstoiu pentru a merge cu candidați separați. | PSD și PNL decid să renunțe la susținerea a lui Cătălin Cîrstoiu pentru a merge cu candidați separați. | PSD și PNL decid să renunțe la susținerea a lui Cătălin Cîrstoiu pentru a merge cu candidați separați. | PSD și PNL decid să renunțe la susținerea a lui Cătălin Cîrstoiu pentru a merge cu candidați separați. | PSD și PNL decid să renunțe la susținerea a lui Cătălin Cîrstoiu pentru a merge cu candidați separați. |      |       |     |       |
| Verifield          | 10–17 aprilie 2024   | 46.1%                                                                                                  | 10.1%                                                                                                  | 10.1%                                                                                                  | N/A | N/A | N/A | N/A | N/A | N/A | 2.3%                                                                                                   | N/A | 41.1%                                                                                                  | 0.4%                                                                                                   | 5.0%                                                                                                   |      |       |     |       |
| CURS               | 2–9 aprilie 2024     | 27.0%                                                                                                  | 23.0%                                                                                                  | 23.0%                                                                                                  | N/A | N/A | N/A | N/A | N/A | N/A | 5.0%                                                                                                   | 2.0%                                                                                                   | 38.0%                                                                                                  | 5.0%                                                                                                   | 11.0%                                                                                                  |      |       |     |       |
| AtlasIntel         | 5–8 aprilie 2024     | 37.1%                                                                                                  | 17.4%                                                                                                  | 17.4%                                                                                                  | N/A | N/A | N/A | N/A | N/A | N/A | 4.9%                                                                                                   | N/A | 30.0%                                                                                                  | 9.4%                                                                                                   | 7.1%                                                                                                   |      |       |     |       |
| Sociopol           | 21–24 martie 2024    | 34.0%                                                                                                  | 26.0%                                                                                                  | 26.0%                                                                                                  | N/A | N/A | N/A | N/A | N/A | N/A | 6.0%                                                                                                   | 4.0%                                                                                                   | 30.0%                                                                                                  | N/A | 4.0%                                                                                                   |      |       |     |       |
| Avangarde          | 20–24 martie 2024    | 41.0%                                                                                                  | 29.0%                                                                                                  | 29.0%                                                                                                  | N/A | N/A | N/A | N/A | N/A | N/A | 27.0%                                                                                                  | N/A | N/A | 3.0%                                                                                                   | 12.0%                                                                                                  |      |       |     |       |
| Avangarde          | 20–24 martie 2024    | 30.0%                                                                                                  | 16.0%                                                                                                  | 16.0%                                                                                                  | N/A | N/A | N/A | N/A | N/A | N/A | 10.0%                                                                                                  | N/A | 42.0%                                                                                                  | 2.0%                                                                                                   | 12.0%                                                                                                  |      |       |     |       |
| Verifield          | 2–9 martie 2024      | 39.3%                                                                                                  | N/A | N/A | N/A | N/A | N/A | 16.0%                                                                                                  | N/A | N/A | 1.0%                                                                                                   | 2.4%                                                                                                   | 40.4%                                                                                                  | 0.9%                                                                                                   | 1.1%                                                                                                   |      |       |     |       |
| CURS               | 9–23 febuarie 2024   | 36.0%                                                                                                  | N/A | N/A | 33.0%                                                                                                  | N/A | N/A | N/A | N/A | N/A | 8.0%                                                                                                   | 5.0%                                                                                                   | 10.0%                                                                                                  | 8.0%                                                                                                   | 3.0%                                                                                                   |      |       |     |       |
| Avangarde          | 7–14 septembrie 2022 | 18.0%                                                                                                  | N/A | N/A | 30.0%                                                                                                  | 14.0%                                                                                                  | 18.0%                                                                                                  | 4.0%                                                                                                   | N/A | N/A | N/A | N/A | N/A | 4.0%                                                                                                   | 12.0%                                                                                                  |      |       |     |       |
|                    |                      | | | | | | | | | | | | | | |      |       |     |       |
| Alegerile din 2020 | 27 septembrie 2020   | 42.81%                                                                                                 | N/A | N/A | 37.97%                                                                                                 | N/A | N/A | N/A | 10.99%                                                                                                 | 0.67%                                                                                                  | N/A | N/A | N/A | 7.56%                                                                                                  | 4.84%                                                                                                  |      |       |     |       |

1. ↑  USR: 17 mandate, 26,68%; PMP: 5 mandate, 7,82%
2. ↑  Nicușor Dan candidează ca independent și este susținut de Alianța Dreapta Unită (ADU) constituită din Uniunea Salvați România (USR), Partidul Mișcarea Populară (PMP) și Forța Dreptei (FD), cu sprijinul adițional al partidului Reînnoim Proiectul European al României (REPER) și al Partidului Verde (PV).
3. ↑  George Simion, liderul partidului Alianța pentru Unirea Românilor (AUR), are 12% în acest sondaj.

### Consiliul General al Municipiului București
| Dată                  | Sursă      | Eșantion | PSD-PNL      | PSD-PNL   | Dreapta Unită | Dreapta Unită | Dreapta Unită | AUR   | PRO   | PUSL  | AER   | AER  | S.O.S. | REPER | Alții | Avans |     |      |      |     |      |
| Dată                  | Sursă      | Eșantion | PSD          | PNL       | USR           | PMP           | FD            | AUR   | PRO   | PUSL  | PER   | PV   | S.O.S. | REPER | Alții | Avans |     |      |      |     |      |
| --------------------- | ---------- | -------- | ------------ | --------- | ------------- | ------------- | ------------- | ----- | ----- | ----- | ----- | ---- | ------ | ----- | ----- | ----- | --- | ---- | ---- | --- | ---- |
| Dată                  | Sursă      | Eșantion | 9 iunie 2024 | Exit-Poll | N/A           | 28.0%         | 12.0%         | 30.0% | 30.0% | 30.0% | 10.0% | N/A  | 7.0%   | N/A   | Alții | Avans | N/A | 4.0% | 6.0% | N/A | 2.0% |
| 8–12 mai 2024         | IPSOS      | 1.200    | 27.5%        | 10.5%     | 36.4%         | 36.4%         | 36.4%         | 6.4%  | N/A   | 13.7% | N/A   | N/A  | 2.6%   | 2.7%  | 0.2%  | 8.9%  |     |      |      |     |      |
| 23–27 aprilie 2024    | INSCOP     | 2.100    | 29.0%        | 13.9%     | 31.4%         | 31.4%         | 31.4%         | 10.6% | N/A   | 6.7%  | 2.7%  | N/A  | 2.6%   | N/A   | 3.1%  | 2.4%  |     |      |      |     |      |
| 24–27 aprilie 2024    | Avangarde  | 1.150    | 31.0%        | 20.0%     | 25.0%         | 25.0%         | 25.0%         | 9.0%  | N/A   | 10.0% | N/A   | N/A  | 2.0%   | 1.0%  | 2.0%  | 6.0%  |     |      |      |     |      |
| 10–17 aprilie 2024    | Verifield  | 1.800    | 37.1%        | 37.1%     | 28.4%         | 28.4%         | 28.4%         | 8.9%  | 1.6%  | 8.6%  | 2.8%  | 2.8% | 4.2%   | 5.7%  | 2.7%  | 8.7%  |     |      |      |     |      |
| 2–9 aprilie 2024      | CURS       | 1.067    | 48.0%        | 48.0%     | 24.0%         | 24.0%         | 24.0%         | 11.0% | N/A   | 12.0% | N/A   | N/A  | 3.0%   | N/A   | 2.0%  | 24.0% |     |      |      |     |      |
| 5–8 aprilie 2024      | AtlasIntel | 1.092    | 41.5%        | 41.5%     | 34.3%         | 34.3%         | 34.3%         | 9.8%  | 1.2%  | 6.5%  | N/A   | N/A  | 2.8%   | 2.7%  | 1.2%  | 7.2%  |     |      |      |     |      |
| 2–9 martie 2024       | Verifield  | N/A      | 30.7%        | 17.5%     | 27.2%         | 27.2%         | 27.2%         | 4.1%  | N/A   | 4.5%  | 3.9%  | 3.9% | 4.9%   | 3.5%  | 3.7%  | 3.5%  |     |      |      |     |      |
| 9–23 febuarie 2024    | CURS       | 1.067    | 34.0%        | 16.0%     | 23.0%         | 23.0%         | 23.0%         | 13.0% | N/A   | 6.0%  | N/A   | N/A  | 6.0%   | N/A   | 3.0%  | 11.0% |     |      |      |     |      |
| 1–10 ianuarie 2024    | IPSOS      | N/A      | 39.5%        | 15.5%     | 22.4%         | 2.3%          | N/A           | 11.7% | N/A   | N/A   | N/A   | N/A  | N/A    | N/A   | 7.8%  | 17.1% |     |      |      |     |      |
| 19–27 octombrie 2023  | CURS       | N/A      | 31.0%        | 17.0%     | 17.0%         | 5.0%          | N/A           | 14.0% | N/A   | 5.0%  | N/A   | N/A  | 6.0%   | N/A   | 5.0%  | 14.0% |     |      |      |     |      |
| februarie 2022        | ISPAP      | N/A      | 31.0%        | 11.0%     | 18.0%         | 3.0%          | N/A           | 12.0% | 2.0%  | 4.0%  | N/A   | N/A  | N/A    | N/A   | 12.0% | 13.0% |     |      |      |     |      |
| 14–20 ianuarie 2022   | CURS       | 1.023    | 34.0%        | 17.0%     | 17.0%         | 6.0%          | N/A           | 13.0% | 2.0%  | 5.0%  | N/A   | N/A  | N/A    | N/A   | 4.0%  | 17.0% |     |      |      |     |      |
| 17–23 septembrie 2021 | CURS       | N/A      | 33.0%        | 21.0%     | 23.0%         | 4.0%          | N/A           | 8.0%  | 3.0%  | 4.0%  | N/A   | N/A  | N/A    | N/A   | N/A   | 10.0% |     |      |      |     |      |
| iulie 2021            | CURS       | N/A      | 32.0%        | 22.0%     | 25.0%         | 4.0%          | N/A           | 8.0%  | 2.0%  | 4.0%  | N/A   | N/A  | N/A    | N/A   | N/A   | 7.0%  |     |      |      |     |      |
| mai 2021              | CURS       | N/A      | 29.0%        | 22.0%     | 27.0%         | 4.0%          | N/A           | 9.0%  | 3.0%  | 4.0%  | N/A   | N/A  | N/A    | N/A   | 2.0%  | 2.0%  |     |      |      |     |      |
| martie 2021           | CURS       | N/A      | 32.0%        | 20.0%     | 27.0%         | 5.0%          | N/A           | 7.0%  | 2.0%  | 4.0%  | N/A   | N/A  | N/A    | N/A   | 3.0%  | 5.0%  |     |      |      |     |      |
| 26 septembrie 2020    | Alegeri    | 652.155  | 32.38%       | 19.31%    | 26.98%        | 7.82%         | N/A           | 0.88% | 1.72% | 0.95% | 0.73% | N/A  | N/A    | N/A   | N/A   | 5.0%  |     |      |      |     |      |

## Rezultate
Rezultatele pentru Primăria Generală încă de la primele exit poll-uri de după alegerile din 9 iunie au indicat o victorie categorică pentru primarul în funcție Nicușor Dan, la o distanță de peste 20 de procente față de principalul său contracandidat Gabriela Firea. De asemenea, Nicușor Dan a anunțat imediat după victoria din alegeri că vrea să pregătească un referendum privind împărțirea banilor între PGMB și primăriile de sector, inclusiv atribuțiile în ceea ce privește autorizațiile de construcție.
În ceea ce privește primăriile de sector, la sectoarele 1 și 2 situația după 3 zile de la alegeri rămână incertă asupra câștigătorilor deoarece distanța dintre cei doi principali candidați în ambele cazuri este de câteva sute de voturi iar mai multe nereguli au fost găsite la numărarea voturilor. Atât Radu Mihaiu, cât și Clotilde Armand, candidații Alianței Dreapta Unită pentru un nou mandat, au reclamat fraudarea votului. În data de 12 iunie, Biroul Electoral de Circumscripție al Municipiului București a anunțat că voturile vor fi renumărate. La celelalte primării de sector, Robert Negoiță (sectorul 3), Daniel Băluță (sectorul 4) și Ciprian Ciucu (sectorul 6) și-au păstrat primăriile iar la sectorul 5, Vlad Popescu Piedone a câștigat mandatul de primar.

### Primăria Generală a Municipiului București
| Candidat                 | Partid | Partid         | Voturi  | %       |
| ------------------------ | ------ | -------------- | ------- | ------- |
| Nicușor Dan              |        | Independent    | 352.734 | 47,94%  |
| Gabriela Firea           |        | PSD            | 163.147 | 22,17%  |
| Cristian Popescu Piedone |        | PUSL           | 111.411 | 15,14%  |
| Sebastian Burduja        |        | PNL            | 57.336  | 7,79%   |
| Mihai Enache             |        | AUR            | 22.208  | 3,01%   |
| Diana Șoșoacă            |        | S.O.S. România | 18.531  | 2,51%   |
| Alexandru Pânișoară      |        | PER            | 3.871   | 0,52%   |
| Filip Constantin Titian  |        | Independent    | 3.359   | 0,45%   |
| Dorin Iacob              |        | AD             | 3.164   | 0,43%   |
| Total                    | Total  | Total          | 735.761 | 100,00% |

### Consiliul General al Municipiului București
| Partid | Partid         | Voturi  | %      | Mandate | +/- |
| ------ | -------------- | ------- | ------ | ------- | --- |
|        | ADU            | 200.102 | 27,61% | 17      | ▼5  |
|        | PSD            | 192.484 | 26,56% | 16      | ▼5  |
|        | PNL            | 91.282  | 12,60% | 7       | ▼5  |
|        | PUSL           | 67.988  | 9,38%  | 6       | ▲6  |
|        | AUR            | 59.205  | 8,17%  | 5       | ▲5  |
|        | REPER          | 52.139  | 7,19%  | 4       | Nou |
|        | S.O.S. România | 29.910  | 4,13%  | 0       | ▬ 0 |
|        | PER            | 17.830  | 2,46%  | 0       | ▬ 0 |
|        | AD             | 13.754  | 1,90%  | 0       | ▬ 0 |

### Primăria Sector 1
| Candidat          | Partid | Partid      | Voturi | %      |
| ----------------- | ------ | ----------- | ------ | ------ |
| George Tuță       |        | PSD-PNL     | 35.910 | 36,61% |
| Clotilde Armand   |        | ADU         | 35.237 | 35,92% |
| Daniel Tudorache  |        | Independent | 7.470  | 7,61%  |
| Ramona Bruynseels |        | AUR         | 6.984  | 7,12%  |
| Liviu Negoiță     |        | PUSL        | 6.908  | 7,04%  |
| Iulian Hatmanu    |        | REPER       | 2.878  | 2,93%  |
| Dan Podaru        |        | PER         | 1.269  | 1,29%  |
| Florin Andrei     |        | AD          | 1.204  | 1,23%  |
| Florin Ghidănac   |        | BSR         | 240    | 0,24%  |

#### Consiliul Local Sector 1
| Partid | Partid  | Voturi | %      | Mandate |
| ------ | ------- | ------ | ------ | ------- |
|        | PSD-PNL | 35.313 | 36,30% | 11      |
|        | ADU     | 34.688 | 35,66% | 11      |
|        | AUR     | 10.887 | 11,19% | 3       |
|        | REPER   | 5.680  | 5,83%  | 2       |
|        | PUSL    | 4.591  | 4,72%  | 0       |
|        | PER     | 2.523  | 2,59%  | 0       |
|        | AD      | 1.708  | 1,75%  | 0       |
|        | PRP     | 1.045  | 1,07%  | 0       |
|        | Demos   | 429    | 0,44%  | 0       |
|        | BSR     | 397    | 0,40%  | 0       |

### Primăria Sector 2
| Candidat        | Partid | Partid         | Voturi | %      |
| --------------- | ------ | -------------- | ------ | ------ |
| Rareș Hopincă   |        | PSD-PNL        | 52.966 | 43,30% |
| Radu Mihaiu     |        | ADU            | 52.564 | 42,97% |
| Iolanda Bughiu  |        | S.O.S. România | 9.522  | 7,78%  |
| Andrei Golgoțiu |        | REPER          | 7.267  | 5,94%  |

#### Consiliul Local Sector 2
| Partid | Partid         | Voturi | %      | Mandate |
| ------ | -------------- | ------ | ------ | ------- |
|        | PSD-PNL        | 46.754 | 38,17% | 12      |
|        | ADU            | 41.989 | 34,8%  | 10      |
|        | AUR            | 11.558 | 9,44%  | 3       |
|        | REPER          | 8.570  | 7,00%  | 2       |
|        | S.O.S. România | 5.713  | 4,66%  | 0       |
|        | PUSL           | 5.439  | 4,44%  | 0       |
|        | ARS            | 1.258  | 1,03%  | 0       |
|        | PP             | 1.215  | 0,99%  | 0       |

### Primăria Sector 3
| Candidat                   | Partid | Partid         | Voturi | %      |
| -------------------------- | ------ | -------------- | ------ | ------ |
| Robert Negoiță             |        | PSD-PNL        | 82.381 | 53,94% |
| Lucian Judele              |        | ADU            | 31.579 | 20,68% |
| Ana Ciceală                |        | Independent    | 24.626 | 16,13% |
| Alex Marco                 |        | AUR            | 7.282  | 4,77%  |
| Daniel-Paul Romeo Gheorghe |        | S.O.S. România | 3.698  | 2,42%  |
| Vasile Negrilă             |        | PUSL           | 3.147  | 2,06%  |

#### Consiliul Local Sector 3
| Partid | Partid             | Voturi | %      | Mandate |
| ------ | ------------------ | ------ | ------ | ------- |
|        | PSD-PNL            | 62.546 | 41,44% | 14      |
|        | ADU                | 48.418 | 32,08% | 11      |
|        | AUR                | 14.699 | 9,74%  | 3       |
|        | REPER-SENS-URS-PDF | 12.734 | 8,44%  | 3       |
|        | S.O.S. România     | 7.349  | 4,87%  | 0       |
|        | PUSL               | 5.201  | 3,45%  | 0       |

### Primăria Sector 4
| Candidat         | Partid | Partid         | Voturi | %      |
| ---------------- | ------ | -------------- | ------ | ------ |
| Daniel Băluță    |        | PSD-PNL        | 69.971 | 60,26% |
| Paul Ene         |        | ADU            | 22.766 | 19,61% |
| Matei Ștefănescu |        | AUR            | 8.195  | 7,06%  |
| Cătălin Teniță   |        | REPER          | 7.451  | 6,42%  |
| Luana Târziu     |        | S.O.S. România | 3.650  | 3,14%  |
| Călina Simion    |        | PRM            | 2.364  | 2,04%  |
| Mariana Manole   |        | D.R.E.P.T.     | 1.725  | 1,49%  |

#### Consiliul Local Sector 4
| Partid | Partid         | Voturi | %      | Mandate |
| ------ | -------------- | ------ | ------ | ------- |
|        | PSD-PNL        | 52.876 | 45,86% | 14      |
|        | ADU            | 30.359 | 26,33% | 8       |
|        | AUR            | 12.019 | 10,42% | 3       |
|        | REPER          | 8.344  | 7,24%  | 2       |
|        | S.O.S. România | 4.888  | 4,24%  | 0       |
|        | PUSL           | 4.808  | 4,17%  | 0       |
|        | PRM            | 2.013  | 1,75%  | 0       |

### Primăria Sector 5
| Candidat               | Partid | Partid         | Voturi | %      |
| ---------------------- | ------ | -------------- | ------ | ------ |
| Vlad Popescu Piedone   |        | PUSL           | 43.292 | 43,87% |
| Alexandru Dimitriu     |        | ADU            | 21.283 | 21,57% |
| Adrian Vigheciu        |        | PSD-PNL        | 16.433 | 16,65% |
| Lidia Vadim Tudor      |        | AUR            | 6.524  | 6,61%  |
| Marian Vanghelie       |        | Independent    | 4.696  | 4,76%  |
| Adrian Albu            |        | REPER          | 2.724  | 2,76%  |
| Ștefănel Dan           |        | S.O.S. România | 1.875  | 1,90%  |
| Mario-Rafael Ilie      |        | MRS            | 817    | 0,83%  |
| Constantin-Mirel State |        | PRM            | 616    | 0,62%  |
| Michael-Dan Ujeuca     |        | PSDU           | 419    | 0,42%  |

#### Consiliul Local Sector 5
| Partid | Partid          | Voturi | %      | Mandate |
| ------ | --------------- | ------ | ------ | ------- |
|        | PUSL            | 28.886 | 29,53% | 9       |
|        | PSD-PNL         | 25.849 | 26,42% | 8       |
|        | ADU             | 21.542 | 22,02% | 7       |
|        | AUR             | 9.767  | 9,98%  | 3       |
|        | REPER           | 3.491  | 3,57%  | 0       |
|        | S.O.S. România  | 3.320  | 3,39%  | 0       |
|        | Gheorghe Ștefan | 1.986  | 2,03%  | 0       |
|        | PRM             | 1.158  | 1,18%  | 0       |
|        | PSDU            | 876    | 0,90%  | 0       |
|        | MRS             | 589    | 0,60%  | 0       |
|        | BSR             | 358    | 0,37%  | 0       |

### Primăria Sector 6
| Candidat           | Partid | Partid         | Voturi  | %      |
| ------------------ | ------ | -------------- | ------- | ------ |
| Ciprian Ciucu      |        | PSD-PNL        | 103.779 | 72,89% |
| Mihaela Ștefan     |        | ADU            | 16.557  | 11,63% |
| Monica Iagăr       |        | AUR            | 8.422   | 5,92%  |
| Cristina Bordianu  |        | REPER          | 3.214   | 2,26%  |
| Danil Tulugea      |        | S.O.S. România | 2.752   | 1,93%  |
| Bogdan Pintileasa  |        | PUSL           | 2.740   | 1,92%  |
| Valentin Florea    |        | Independent    | 2.470   | 1,73%  |
| Constantin Oprea   |        | PRM            | 973     | 0,68%  |
| Alexandru Gâdiuță  |        | D.R.E.P.T.     | 830     | 0,58%  |
| Valentin Licxandru |        | AD             | 634     | 0,45%  |

#### Consiliul Local Sector 6
| Partid | Partid          | Voturi | %      | Mandate |
| ------ | --------------- | ------ | ------ | ------- |
|        | PSD-PNL         | 70.372 | 49,80% | 15      |
|        | ADU             | 33.890 | 23,98% | 7       |
|        | AUR             | 11.704 | 8,28%  | 3       |
|        | REPER           | 7.940  | 5,62%  | 2       |
|        | PUSL            | 4.478  | 3,17%  | 0       |
|        | S.O.S. România  | 4.299  | 3,04%  | 0       |
|        | Valentin Florea | 3.705  | 2,62%  | 0       |
|        | PV              | 1.559  | 1,10%  | 0       |
|        | AD              | 1.385  | 0,98%  | 0       |
|        | PRM             | 1.191  | 0,84%  | 0       |
|        | D.R.E.P.T.      | 795    | 0,56%  | 0       |

## Prezența la vot pe ore
| Data  | 9 iunie 2024 | 9 iunie 2024 | 9 iunie 2024 | 9 iunie 2024 | 9 iunie 2024 | 9 iunie 2024 | 9 iunie 2024 | comparativ cu | 27 septembrie 2020 | 27 septembrie 2020 | 27 septembrie 2020 | 27 septembrie 2020 | 27 septembrie 2020 | 27 septembrie 2020 | 27 septembrie 2020 | Data  |
| Ora   | PMB          | S1           | S2           | S3           | S4           | S5           | S6           | comparativ cu | PMB                | S1                 | S2                 | S3                 | S4                 | S5                 | S6                 | Ora   |
| ----- | ------------ | ------------ | ------------ | ------------ | ------------ | ------------ | ------------ | ------------- | ------------------ | ------------------ | ------------------ | ------------------ | ------------------ | ------------------ | ------------------ | ----- |
| 8:00  | 1,27%        | 1,40%        | 1,40%        | 1.00%        | 1,20%        | 1,30%        | 1,33%        | <             | 1,67%              | 2,02%              | 1,75%              | 1,40%              | 1,66%              | 1,56%              | 1,84%              | 8:00  |
| 9:00  | 3,25%        | 3,60%        | 3,52%        | 2,60%        | 3,30%        | 3,30%        | 3,41%        | <             | 3,61%              | 4,28%              | 3,82%              | 2,95%              | 3,63%              | 3,50%              | 3,92%              | 9:00  |
| 10:00 | 6,09%        | 6,71%        | 6,44%        | 5,07%        | 6,32%        | 6,20%        | 6,48%        | >             | 6,06%              | 7,15%              | 6,34%              | 5,01%              | 6,14%              | 5,91%              | 6,54%              | 10:00 |
| 11:00 | 9,41%        | 10,47%       | 9,79%        | 7,87%        | 9,81%        | 9,54%        | 10,08%       | >             | 8,95%              | 10,46%             | 9,26%              | 7,46%              | 9,04%              | 8,9%               | 9,64%              | 11:00 |
| 12:00 | 12,95%       | 14,41%       | 13,38%       | 10,85%       | 13,53%       | 13,02%       | 13,96%       | >             | 12,14%             | 14,08%             | 12,45%             | 10,21%             | 12,30%             | 12,33%             | 13,02%             | 12:00 |
| 13:00 | 16,43%       | 18,43%       | 16,96%       | 13,79%       | 17,14%       | 16,39%       | 17,72%       | >             | 15,38%             | 17,88%             | 15,87%             | 12,89%             | 15,53%             | 15,63%             | 16,37%             | 13:00 |
| 14:00 | 19,46%       | 21,90%       | 20,00%       | 16,33%       | 20,25%       | 19,37%       | 21,00%       | >             | 18,41%             | 21,52%             | 19,03%             | 15,37%             | 18,55%             | 18,79%             | 19,51%             | 14:00 |
| 15:00 | 22,09%       | 24,96%       | 22,82%       | 18,51%       | 22,94%       | 21,94%       | 23,84%       | >             | 21,20%             | 24,77%             | 21,92%             | 17,62%             | 21,45%             | 21,76%             | 22,41%             | 15:00 |
| 16:00 | 24,39%       | 27,67%       | 25,15%       | 20,44%       | 25,28%       | 24,23%       | 26,34%       | >             | 23,73%             | 27,74%             | 24,52%             | 19,72%             | 24,09%             | 24,43%             | 24,99%             | 16:00 |
| 17:00 | 26,73%       | 30,33%       | 27,48%       | 22,34%       | 27,80%       | 26,70%       | 28,85%       | >             | 26,28%             | 30,69%             | 27,11%             | 21,85%             | 26,80%             | 27,16%             | 27,54%             | 17:00 |
| 18:00 | 29,40%       | 33,23%       | 30,19%       | 24,56%       | 30,66%       | 29,50%       | 31,74%       | >             | 29,00%             | 33,80%             | 29,92%             | 24,12%             | 29,63%             | 30,00%             | 30,34%             | 18:00 |
| 19:00 | 32,59%       | 36,60%       | 33,38%       | 27,24%       | 34,08%       | 32,83%       | 35,19%       | >             | 31,86%             | 37,10%             | 32,82%             | 26,52%             | 32,66%             | 32,95%             | 33,29%             | 19:00 |
| 20:00 | 36,06%       | 40,34%       | 36,94%       | 30,18%       | 37,81%       | 36,44%       | 38,79%       | >             | 34,87%             | 40,52%             | 35,84%             | 29,06%             | 35,77%             | 36,22%             | 36,38%             | 20:00 |
| 21:00 | 39,26%       | 44,01%       | 40,16%       | 32,86%       | 41,19%       | 39,88%       | 42,05%       | >             | 36,93%             | 42,85%             | 37,95%             | 30,78%             | 37,92%             | 38,35%             | 38,54%             | 21:00 |